# Hrabstwo Buckingham

Piramida wieku hrabstwa

Hrabstwo Buckingham – hrabstwo w USA, w stanie Wirginia, według spisu z 2000 roku liczba ludności wynosiła 15623. Siedzibą hrabstwa jest Buckingham.

## Geografia
Według spisu hrabstwo zajmuje powierzchnię 1504 km², z czego 1497 km² stanowią lądy, a 7 km² – wody.

### Miasta
- Dillwyn

### CDP
- Buckingham
- Yogaville